# Journal of Chemical Crystallography
Das Journal of Chemical Crystallography (nach ISO 4-Standard in Literaturzitaten mit J. Chem. Crystallogr. abgekürzt) ist eine monatlich erscheinende Peer-Review-Fachzeitschrift, die originäre Forschung und Reviews zu Kristallographie und Spektroskopie veröffentlicht. Sie wird von Springer Science+Business Media veröffentlicht.
Der Chefredakteur ist William T. Pennington von der Clemson University. Die Zeitschrift hatte nach dem Web of Science 2019 einen Impact Factor von 0,589 und belegt damit den 24. von 26 Rängen in der Kategorie Kristallographie und den 40. von 42 Rängen in der Kategorie Spektroskopie.
Gegründet wurde die Zeitschrift 1971 als Journal of Crystal an Molecular Structure. Zum Jahr 1981 wurde sie in Journal of Crystallographic and Spectroscopic Research unbenannt. Zum Jahr 1994 erhielt sie ihren aktuellen Namen.

## Inhalt
Das Journal of Chemical Crystallography deckt das Gesamtgebiet der Kristallchemie und -physik und deren Verhältnis zu Problemen der Molekülstruktur ab, dazu kommen strukturelle Untersuchungen von Feststoffen, Flüssigkeiten, Lösungen und Gasen mittels spektroskopischen Methoden wie Röntgen-, Elektronen- und Neutronendiffraktometrie sowie theoretische Studien.

## Datenbanken
Das Journal of Chemical Crystallography wird in folgenden Datenbanken zusammengefasst und indiziert:
- Chemical Abstracts Service - CASSI
- Science Citation Index - Web of Science
- Scopus
- GeoRef
- EMBiology